# Ælfwald I de Northúmbria
Ælfwald I va ser rei de Northúmbria del 779 al 788 i després del 790 al 796, any en què va ser assassinat. Es creu que podria ser fill d'Oswulf.
Sembla que va arribar al tron escollit per la witenagemot, després que Æthelred I, fill d'Æthelwald Moll fos deposat. No se sap gaire del seu regnat, només que va ser assassinat, probablement a Chesters, per un noble anomenat Sicga el 23 de setembre del 788. Va ser enterrat a l'abadia d'Hexham i el van venerar com a sant.
El va succeir el seu cosí Osred, fill d'Alhred i d'Osgifu. Els seus fills, Ælf i Ælfwine, van ser assassinats el 791 per ordre del rei Æthelred I.